# El hombre de arena (cuento)
El hombre de arena (Der Sandmann), basado en El Hombre de la Arena, o Arenero, personaje mítico del folclore sajón y celta conocido como Sandman, es el relato más célebre de E. T. A. Hoffmann. Publicado en 1817 en sus Cuentos nocturnos (Nachtstücke), es el relato más representativo del máximo autor del género del romanticismo negro (Schwarze Romantik, conocido también como literatura de terror gótico) durante el siglo XIX.

## Argumento
El relato narra la vida de un estudiante, Nathanaël, quien está traumatizado por la muerte de su padre, ocurrida durante su infancia. A pesar de estar comprometido, se enamora de una autómata, Olimpia, construida por Spalanzani y un cómplice. Nathanael cree que ésta es real. El descubrimiento del truco lo lleva a la locura, y finalmente a la muerte.
El cuento es narrado por alguien que dice haber conocido a Nathanael. Comienza con tres cartas:

### 1. Carta de Nathanael a Lotario
Nathanael recuerda su terror infantil del legendario hombre de arena. Cree que este hombre, según los cuentos de su madre, arrancaba los ojos de los niños, echándoles arena hasta sangrar, y luego se los llevaba como alimento a sus hijos. Más tarde, Nathanael descubre que el hombre de arena resultó ser Coppelius, un ser demoníaco que lo perseguirá toda su vida de forma psicótica. Este último fue quien, según Nathanael, mató a su padre.

### 2. Carta de  Clara a Nathanael
Esta carta explica que Nathanael le había enviado la anterior carta a ella, mas no a Lotario.
Se trata de una visión realista de lo que antes había sucedido en forma fantástica. Clara es la mirada racional de las cosas. Por eso su nombre alude a la claridad de la razón, frente a los mitos infantiles.
Clara, prometida de Nathanael, le demuestra que Coppelius no es el hombre de arena, ni que tampoco él habría matado a su padre, sino que este habría muerto por un accidente en un experimento de alquimia.

### 3. Carta de Nathanael a Lotario
En ella, Nathanael declara que al fin de cuentas Coppola no es Coppelius: Coppola es claramente italiano, mientras que Coppelius había sido alemán, y Coppola está también custodiado por el nuevo profesor de física Spalanzani, quien también es italiano y ha conocido a Coppola por muchos años.
Después del intercambio epistolar, Nathanael regresa a su ciudad para visitar a Clara, Lotario y su madre. En el lugar, la relación entre Nathanael y Clara se ve afectada por la intensidad con la que Nathanael trata el tema que le aqueja desde su niñez; escribe cuentos y poemas sobre Coppelius, y Clara le responde razonablemente para calmarlo, sin éxito. Después de una pelea entre Nathanael y Lotario, los tres se reconcilian, y Nathanael parte de nuevo a la otra ciudad, para recibir las clases del profesor Spalanzani.
Ya en la ciudad, Nathanael se encuentra con Coppola, quien le vende unos binoculares que usa para ver a Olimpia, la hija de Spalanzani, a través de la ventana. Luego de que el profesor organizara una fiesta en su casa, Nathanael y Olimpia pasaban tiempo juntos, y él seguía escribiendo cuentos y pensando en su nueva amada. Un día, los gritos de unas personas en la casa del profesor llamaron la atención de Nathanael, que no dudó en subir y descubrir, para su desgracia, que Olimpia no era más que una muñeca. Nathanael se enfurece y ataca a Spalanzani. Después de un tiempo, Nathanael se despierta rodeado de su familia y su mejor amigo, Segismundo, libre de todo mal. Con su vida aparentemente resuelta y sin pensar ya en Coppelius, lleva a Clara a la cima de una torre, en la que finalmente enloquece por completo.

## Personajes

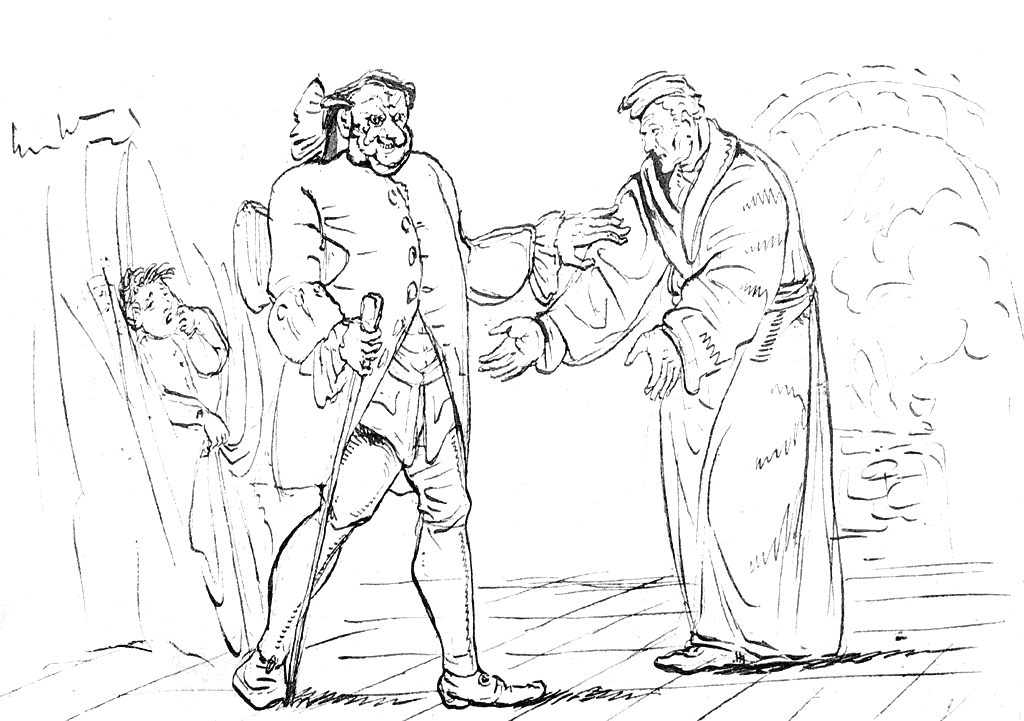
Dibujo de E. T. A. Hoffmann para su libro El hombre de arena.

### En general
- Nathanael (hebreo: "el regalo de Dios"): Protagonista narcisista predispuesto. Contiene alusión a la vida (Nacimiento = Natal) y a la muerte (Thanatos, dios griego de la muerte)
- Clara (la clara): Prometida de Nathanael de temperamento tranquilo, reflexivo, pero alegre.
- Coppelius: jefe del padre de Nathanael, individuo grande y deforme que daña a Nathanael y a sus hermanos la alegría de la infancia.
- Coppola (ital.: "órbita [de los ojos]"): Comerciante italiano, en el que Nathanael vuelve a reconocer a Coppelius.
- Olimpia (griego: "la que viene del Olimpo"; como sarcasmo sobre lo clásico): «Hija» del profesor de Nathanael que luego se revela como autómata "inanimado y maldito" y constituye una causa de la alienación mental de Nathanael.
- Segismundo (germánico: «Boca de victoria»; protección): trata, como amigo de Nathanael, de protegerlo de la calamidad.
- Lotario: Hermano de Clara.
- Spalanzani (Nombre parecido al de Spallanzani, biólogo italiano; célebre por sus "fertilizaciones artificiales"): Profesor de Nathanael que se hace pasar como el padre de Olimpia.
- Padre de Nathanael: Hace con Coppelius, en la infancia de Nathanael, ensayos secretos de alquimia en los que pierde la vida.
- Madre de Nathanael: Se vale de los cuentos sobre El hombre de arena para hacer dormir a Nathanael.

### Personajes femeninos
En el relato hay dos tipos de figuras femeninas: las con nombre que son aptónimos (nombres con significado acorde con el carácter de los personajes, como las amadas del protagonista Clara y Olimpia) y las sin nombre que se caracterizan por su función o por la relación con el protagonista Nataniel: su madre y el ama de casa. El hecho de que las últimas no tienen nombre no significa que tengan un papel insignificante. Al contrario, son esenciales para el desarrollo de la historia; forman la base del trauma del protagonista y por tanto de la tragedia.

#### La madre
Es un personaje secundario: no aparece con mucha frecuencia, pero tiene mucha importancia porque es la persona que introduce al Hombre de arena en la vida de Nataniel. Por lo tanto, se puede decir que es el origen del miedo, del trauma y, finalmente, del delirio y de la tragedia del protagonista. Incluso el protagonista mismo entiende que su miedo a Coppola viene de su niñez y del cuento del “Hombre de la arena” (lo escribe en la carta a Lotario). Sin embargo, es una madre amable y solícita que cuida bien de los niños y de su esposo: cuando de niño Nataniel tenía pesadillas con el Hombre de la arena, le calmaba y también intentaba tranquilizarlo cuando estaba Coppelius, que ya antes le había dado miedo a Nataniel, pero también le decía que venía el Hombre de arena al mismo tiempo y por eso tenía que irse a la cama. Además, como adulto, le cuida bien durante su delirio.  La madre siempre hablaba tristemente y se ponía triste cuando Coppelius estaba. Nataniel dice que parecía que su madre odiaba a Coppelius tanto como él. Así la madre y el hijo se parecen: comparten la misma angustia con Coppelius y ambas personas son muy emocionales. Al preguntarle quién era el Hombre de arena, su madre le respondió que este fantasma no existía, que solo es un dicho para señalar que es hora de acostarse. Pero Nataniel no le creía y seguía pensando que era Coppelius. Por eso, decidió preguntárselo a la criada.Otro aspecto interesante es que se puede relacionar la figura de la madre y el miedo a perder los ojos con el complejo de castración en la teoría de Freud.

#### El ama de casa - "una vieja criada"
El ama es un personaje secundario, pero en ella se basa el trauma del protagonista: Como su madre no le explica a Nataniel quién es el Hombre de arena, él le pregunta a “una vieja criada que cuidaba de la más pequeña de [sus] hermanas”; es decir que hay confianza en este personaje – toma el papel como una segunda madre y, por eso, para Nataniel es creíble. “Esta versión del ama es de fundamental importancia en el desarrollo de la acción narrativa: sus macabras imágenes ya no dejarán de perseguirlo, provocándole temor y espanto. Por siempre, la figura del hombre de la arena constituirá un símbolo traumático que le angustiará. A partir de este momento será incapaz de distinguir la fantasía de la realidad y su imaginación se desbordará”. Sin embargo, personifica a todos los que narran cuentos transmitidos oralmente: muchos cuentos tradicionales no tienen autor, pero sobrevivían como herencia social y tradicional. No se necesita ‘autoridad’. Es curioso que en alemán el ama es “die Amme” y la conseja o bien el cuento de viejas, es decir el cuento de horror del Hombre de arena, se denomina Ammenmärchen. Parece que el autor alemán juega con esta semejanza, ya que es el ama quien le narra el cuento del “Hombre de arena” a Nataniel. Así, destaca de mismo modo la absurdidad del cuento porque fue narrado por un personaje secundario y anónimo (sin nombre). Puede referirse al hecho de que estas narraciones forman parte del folclore y de la tradición de una sociedad que se basaba en relatos orales. 

#### Clara
Clara es la prometida del protagonista y la hermana de su amigo Lotario (a quien se dirigen las cartas). Se trata de un personaje ambiguo: por un lado, parece como “niñ[a] inocente" con una “imaginación alegre y vivaz”, pero, por el otro lado, es una “mujer tierna y delicada”  con una “inteligencia penetrante y lúcida”. “Por esta razón Clara fue acusada por muchos de ser fría, prosaica e insensible. Pero otros, que veían la vida con más claridad, amaban fervorosamente a esta joven y encantadora muchacha”. Además, no se parece a las mujeres ideales de la literatura que son caracterizadas por su belleza y no por su inteligencia: el narrador destaca que “[n]o podía decirse que Clara fuese bella” y hace hincapié en su carácter racional. Por lo tanto, Clara sirve como contrapunto de Nataniel: racionalidad e ilustración vs. imaginación y romanticismo; cordura vs. locura. Es sobria y objetiva. Sin embargo, es estrecha de miras, ya que niega todo lo que no puede explicar racionalmente, todo lo que no puede ver y todo lo que no se corresponde con sus ideales. La racionalidad de Clara se refleja en la descripción de sus ojos o bien su mirada: son claros y no profundos, sino que parecen como un lago o un espejo. Por su racionalidad le parece a Nataniel como un “autómata inanimado”, y no se siente comprendido por ella porque sus caracteres son tan diferentes. Encarna al filisteo, figura que el autor crítica en varias obras suyas: es razonable y prudente, flemático, sin emociones y no tiene ni espíritu ni alma (inanimado como un autómata) y vive conforme con las normas sociales sin prestar atención a sus necesidades (un ciudadano filisteo ejemplar). Después de la muerte de su prometido ‘loco’, Clara empieza a vivir esta vida ejemplar de una filistea: vivía “en una región apartada, sentada junto a su dichoso marido ante una linda casa de campo. Junto a ellos jugaban dos niños encantadores. Se podría concluir diciendo que Clara encontró por fin la felicidad tranquila y doméstica que correspondía a su dulce y alegre carácter y que nunca habría disfrutado junto al fogoso y exaltado Nataniel”. Clara es el contrario y un doble de Olimpia. Al final, Nataniel intenta matarla empujándola de una torre porque la confunde con una muñequita de madera (lo que es Olimpia) por los prismáticos mágicos que compró de Coppola. Nataniel “pretende hacer con su prometida lo que Spalanzani y Coppola hicieron con Olimpia: destruir el autómata que habían creado. En este sentido, Clara bien podía suponer para [Nataniel] la reencarnación de Olimpia; la contempla como un autómata y en cuanto tal intenta destruirla” – Clara es un doble de Olimpia. Sin embargo, antes de esta tragedia, Clara y su madre eran las que podían calmar a Nataniel y le hacían razonar temporalmente, es decir que obra contra lo mágico y lo irreal que marca la vida de Nataniel y que causa, en parte, su delirio, mientras que Olimpia fomenta esta condición.

#### Olimpia
Olimpia es la segunda amada de Nataniel. Cuanto más se aleja de Clara por su racionalidad y por la falta de comprensión de las emociones de Nataniel y sus poemas, más se acerca a Olimpia que escucha sus poemas. Olimpia es el equivalente inanimado, pero comprensivo, de Clara. Sin embargo, las dos figuras se parecen y, probablemente, eso es una razón por la que Nataniel se enamoró de ella: A Clara le llama “autómata inanimado”, aunque es Olimpia la verdadera autómata. Además, se parecen por su aspecto físico: Clara aparece caracterizada por “la pureza de las líneas de su talle” y Olimpia por la “perfección de su talle”; ambas se caracterizan por sus hombros. Además, se parecen por sus miradas claras y casi inanimadas y en los ojos de ambas mujeres el protagonista se refleja como en un espejo. Sin embargo, Nathaniel cree que Olimpia le puede dar lo que Clara no puede: amor y predicamento. La autómata, como doble artificial de Clara, cumple mejor para el la función de espejo del narciso, dado que le permite proyectar sus deseos en ella. Él mismo dice que “sólo en el amor de Olimpia ha vuelto a encontrarse a sí mismo”. Es la razón por la que se olvida temporalmente de su madre, de Clara y de Lotario – se aísla más de la sociedad para acercarse a Olimpia y a sí mismo. “Entre ambos se produce una perfecta simbiosis”. Además, sufren el mismo destino: son marginados de la sociedad o bien esperpentos (Olimpia al principio, ‘vivía’ oculta por su padre-creador, Spalanzani, porque no es un ser humano y resulta “muy inquietante, no quieren tener nada que ver con ella”; Nataniel por su trauma y su locura y porque no corresponde al hombre ideal del filisteo). Al final, ambos caracteres se ‘mueren’: se sabrá la ‘identidad’ de la muñequita de madera y se ‘robarán’ sus ojos mientras que Nataniel se suicida después de haber visto a Olimpia de esta manera y después de haber confundido a Clara a su vez con una muñequita de madera.

## Interpretaciones
El hombre de arena de Hoffmann es un texto típico de la literatura fantástica, en que personajes e imágenes de la tranquila vida burguesa se transfiguran en apariciones grotescas, diabólicas y aterradoras como en las pesadillas.

### Temas
- Un tema de central importancia es el de "los ojos" (interpretado por Freud como el miedo a la castración)
- Los "pasos"
- El autómata
- La risa
- Mezcla de la realidad y de la imaginación en la cabeza de Nathanael

Freud, en su obra "Lo ominoso", también traducida como "Lo siniestro" (Das Unheimliche), hace un profundo análisis de "El hombre de arena" de Hoffmann. Asimismo, Lacan se refiere a este cuento en su seminario sobre la angustia, en el Libro X.

### Adaptaciones y presencia en la cultura popular
- En 1852 se adapta como ópera cómica por Adolphe Adam (compositor) y Adolphe de Leuven y Arthur de Beauplan (libretistas) como La poupée de Nuremberg.
- En 1870 el ballet Coppélia, con coreografía de Arthur Saint-Léon, música de Léo Delibes y libreto de Charles-Louis-Étienne Nuitter, toma libremente algunos elementos argumentales.
- En 1881 la historia conforma el Acto I de la ópera Les contes d'Hoffmann con música de Jacques Offenbach y libreto de Jules Barbier.
- En 1896 se adapta como ópera cómica por Edmond Audran (música) y Maurice Ordonneau (libreto) como La poupée.
- En 1991, el desaparecido director de animación en stop motion Paul Berry realizó el corto The Sandman, nominado al Óscar y ganador del Craft Prize for Best Animation en el Ottawa International Animation Festival.
- En 1991 la banda de rock Metallica publicó el sencillo «Enter Sandman», que alcanzó la categoría de disco de oro en Estados Unidos al vender más de 500.000 copias.  El sencillo fue el primero de su exitoso álbum homónimo que vendió más de 15 millones de copias. La letra de la canción hace referencia directa al personaje y trata «sobre las pesadillas y todo lo que conllevan».
- En 2007 la banda de rock The Residents publicó un álbum conceptual llamado "The voice of The Voice of Midnight", basado íntegramente en el relato de  E.T.A. Hoffmann.[13]
- En cómic, Mai Prol y Federico del Barrio realizaron una adaptación publicada por Edicions de Ponent (2010). La adaptación juega con el lenguaje del cómic, la literatura y usa el tarot como elemento de la construcción narrativa.
- En 2001 la banda de metal industrial Rammstein publicó la canción Mein Herz Brennt basándose en la historia de Hoffman, lanzando tres videoclips y explicando la historia creada en la canción 11 años después (2012).
- En 2002 inspira la ópera de cámara The Sandman producida por el Target Margin Theater de Nueva York con libreto de David Herskovits y Douglas Langworthy y música de Thomas Cabaniss.
- En 2006 se estrena el ballet Der Sandmann, creado para el Stuttgarter Ballett con coreografía de Christian Spuck.
- En el capítulo 122 del manga Servamp, de Tanaka Strike, Mikuni usa un hechizo llamado Coppelius Coppelia, y, en general, ciertos aspectos de este personaje están inspirados en dicho ballet y, por lo tanto, en el relato de Hoffman.